# Zaifeng

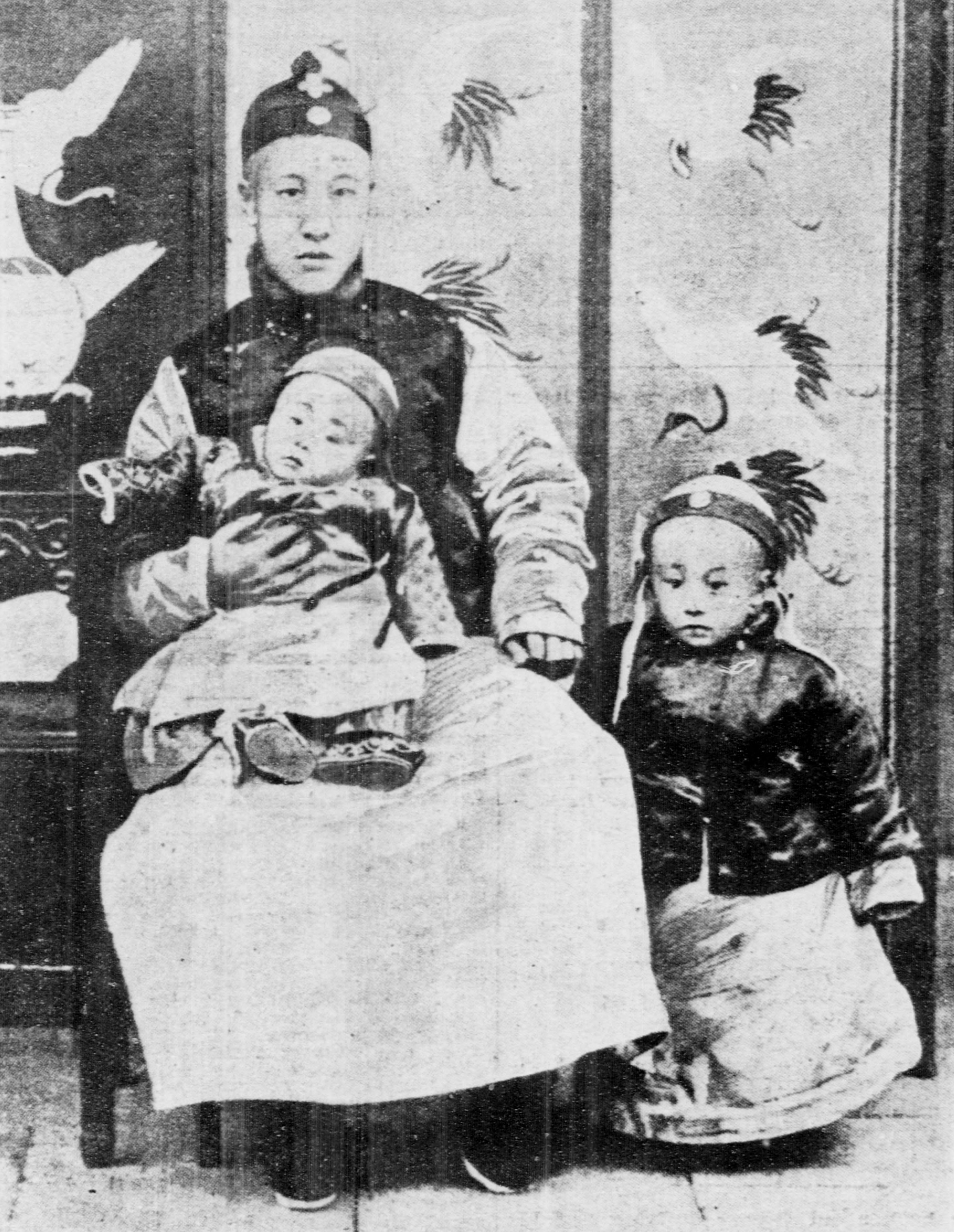
Prinz Chun mit seinen Söhnen Puyi, stehend, Chinas letztem Kaiser, und Pujie (1909)

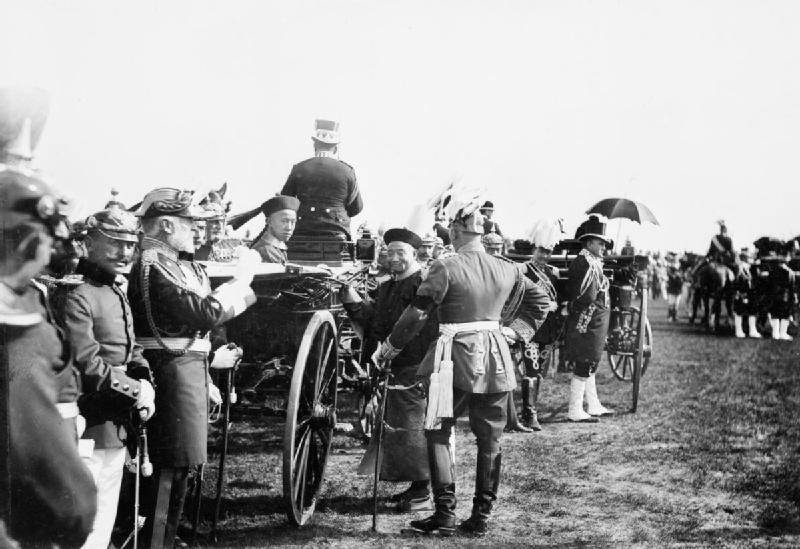
Zaifeng (in der Kutsche sitzend) in Deutschland (1901) beim Beobachten eines Manövers des Deutschen Heeres.

Zaifeng (chinesisch 載灃 / 载沣, Pinyin Zàifēng, * 12. Februar 1883 in Peking; † 3. Februar 1951 ebenda), auch bekannt als Prinz Chun II. (醇親王 / 醇亲王,  Chún qīnwáng), war der Vater des letzten chinesischen Kaisers Puyi. Von 1908 bis 1912 war er Regent des Reiches und damit der letzte Herrscher der Qing-Dynastie. 
Er war ein jüngerer Halbbruder von Puyis Vorgänger, Kaiser Guangxu. Im Jahr 1901 leitete er als ranghöchster Teilnehmer die sogenannte „Sühnemission“ ins Deutsche Reich, zu der sich China nach der Niederschlagung des Boxeraufstands durch westliche und japanische Truppen verpflichten musste. Hintergrund war die Ermordung des deutschen Gesandten Clemens von Ketteler in Peking am 20. Juni 1900, die Anlass für das zweite internationale Expeditionskorps nach China und im Vorfeld dazu für die berüchtigte Hunnenrede von Kaiser Wilhelm II. war. 
In der deutschsprachigen Öffentlichkeit wurde Prinz Tschun (so die um 1900 übliche Transkription seines Namens) im Zusammenhang mit seiner demütigenden Sühnemission in Potsdam spöttisch als „Sühneprinz“ bezeichnet.